# سبز تپه
سبز تپه مربوط به هزاره اول تا دوران‌های تاریخی پس از اسلام است و در شهرستان ساری، بخش مرکزی، روستای جره سر واقع شده و این اثر در تاریخ ۱ مهر ۱۳۸۲ با شمارهٔ ثبت ۱۰۲۸۵ به‌عنوان یکی از آثار ملی ایران به ثبت رسیده است.